# Sergej Prokudin-Gorskij
Sergej Mikhajlovitj Prokudin-Gorskij (russisk: Серге́й Миха́йлович Проку́дин-Го́рский, tr. Sergéj Mikhájlovitj Prokúdin-Górskij; født 30. august 1863 i Funikova Gora, Pokrovskij ujezd, Vladimir guvernement (nu Vladimir oblast), død 27. september 1944, Paris, Frankrig) var en russisk kemiker og fotograf. Han er bedst kendt for sit pionerarbejde indenfor farvefotografering i det tidlige 1900-tals Rusland.